# Epikeros pyrenaeus
Espèce
Classification phylogénétique
Le Sélin des Pyrénées ou Angélique des Pyrénées (Epikeros pyrenaeus syn Selinum pyrenaeum) est une espèce de plantes à fleurs de la famille des Apiacées. C'est une plante vivace de 20-50 cm trouvée en France et en Espagne.
Selon Plants of the World Online, c'est un synonyme de Angelica pyrenaea.

## Biotope et répartition
Le Sélin des Pyrénées croît en altitude dans les prairies humides ou tourbeuses des Pyrénées, du Massif central et des Vosges.